# 洪應斗
洪應斗（16世紀—1627年），福建漳州府海澄縣人，明朝、南明軍事人物。

## 生平
洪應斗是天啟元年（1621年）的武舉人，次年（1622年）聯捷武進士，獲授福建水標彭湖把總。當時海盜猖獗，他在七年（1627年）跟隨副總兵陳希範駐紮銅山，陳希範每日飲酒，報告寇警的部屬都被鞭笞，也不聽他勸說防備；很快海盜乘風縱火焚舟，官軍不及揚帆，士兵不是逃走就投水，洪應斗聯同部下迎敵，親自殺死數十人，其後自知難逃一死，抱著銅銃自溺而死，其屍體遭賊人釣起凌遲。
在此戰役中降將楊六、楊七坐視不救，陳希範臨陣逃脫，更誣陷洪應斗敗逃，崇禎元年（1628年）工科給事中顏繼祖為此彈劾陳希範及提督俞咨皋，並為洪應斗請恤。

## 引用
1. 1 2  嘉慶《漳州府志·卷三十九·人物四》：洪應斗，海澄人，郡諸生，習騎射通兵法，天啟壬戌武進士，授福建水標把總。丁卯海寇縱橫，命應斗帥所部舟師南援，時副總兵陳希範駐師銅山，應斗屬焉，賊舸將至，希範日酣飲，有傳儆者輒笞之。應斗告以當為備，不聽，賊果乘風直下縱火焚舟，我舟掛蓬不及，眾皆遁或赴水，應斗率所部獨迎敵賊艘環之，應斗手刃數十人，度終不得出乃抱銃自沉死，希範既跳身以免，反誣應斗敗逃，給事中顏繼祖具疏請恤以慰忠魂。 續傳
2. ↑  乾隆《海澄縣志·第九卷·人物 選舉》：明武舉人……天啟朝……洪應斗 八都人，府學生，壬戌進士
3. ↑  《明熹宗悊皇帝實錄·卷四十七》（梁本）：熹宗舊紀……天啟四年……（四月）委海道孫國禎督同水標劉遊擊、彭湖把總洪際元、洪應斗駕船，于五月二十八日到娘媽宮前相度夷城地勢……
4. ↑  乾隆《海澄縣志·第十二卷·人物 列傳》：洪應斗，初補郡諸生，習騎射通兵法，天啟壬戌武進士，授福建水標把總。丁卯海寇縱橫，應斗帥所部舟師南援，時副總兵陳希範駐師銅山，應斗屬焉，賊舸將至，希範日恣酣飲，有傳警者輒笞之。應斗告以當為備，不聽，賊果乘風直下縱火焚舟，我舟掛帆不及，眾逃遯或赴水，應斗率所部獨迎敵賊艘環之，應斗手刃數十人，度終不得出，乃抱巨銃自沉死，希範既跳身以免，反誣應斗敗逃，給事中顏繼祖具疏請䘏以慰忠魂。
5. ↑  史語所藏鈔本《崇禎長編》·卷五：（崇禎元年正月）己丑時閩寇鄭芝龍猖獗，海上閩人多言閩帥俞咨皋實致之。于是工科給事中顏継祖疏紏咨皋并副將陳希范，兼為死難把搃洪應斗請恤，言銅陵之戰應斗忿不顧身手刄賊級数十顆，賊以火攻應斗，應斗還舉以攻賊，希范揚帆遠遁，降將楊六、楊七坐視不救，應斗自知不免，抱銅銃自溺于海，賊鉤其尸而寸斬之，希范既以自免，猶誣應斗以不死，將誰欺乎？